# Chaperiopsis patulosa
Chaperiopsis patulosa är en mossdjursart som först beskrevs av Campbell Easter Waters 1904.  Chaperiopsis patulosa ingår i släktet Chaperiopsis och familjen Chaperiidae. Inga underarter finns listade i Catalogue of Life.